# کونگ سانگ-جونگ
کونگ سانگ-جونگ (انگلیسی: Kong Sang-jeong؛ زادهٔ ۲۲ ژوئن ۱۹۹۶) اسکیت‌باز سرعت اهل کره جنوبی است.